# Loma del Manantial, Cotaxtla
Loma del Manantial är en ort i Mexiko.   Den ligger i kommunen Cotaxtla och delstaten Veracruz, i den sydöstra delen av landet, 300 km öster om huvudstaden Mexico City. Loma del Manantial ligger 60 meter över havet och antalet invånare är 111.
Terrängen runt Loma del Manantial är platt. Runt Loma del Manantial är det ganska tätbefolkat, med 54 invånare per kvadratkilometer. Närmaste större samhälle är Piedras Negras, 12,5 km öster om Loma del Manantial. Trakten runt Loma del Manantial består till största delen av jordbruksmark.